# 9А38
9А38 — советская самоходная огневая установка ЗРК 2К12М4 «Куб-М4».

## Описание конструкции
СОУ 9А38 является связующим звеном между ЗРК 2К12 «Куб» и 9К37 «Бук». Входит в состав ЗРК 2К12М4 «Куб-М4». Самоходная огневая установка может самостоятельно находить, опознавать и открывать огонь по целям. Таким образом СОУ 9А38 заключает в себе функции самоходной пусковой установки (СПУ) и самоходной установки разведки и наведения (СУРН). СОУ 9А38 способна находить цели в заданном секторе и выполнять захват цели, автосопровождение, решать предстартовые задачи и выполнять наведение трёх собственных ЗУР и трёх ЗУР сопряжённой с ней пусковой установки 2П25М3.
СОУ 9А38 включает в себя следующие элементы: радиолокационную станцию 9С35, систему жизнеобеспечения, цифровую вычислительную систему, аппаратуру навигации, ориентирования и топопривязки, систему распознавания «Свой-Чужой», телевизионно-оптический визир, аппаратуру связи с СУРН 1С91М3 и СПУ 2П25М3.
9А38 имеет сменные направляющие для пускового устройства для ЗУР 3М9М3 и 9М38.

### РЛС9С35
Благодаря прогрессу в области СВЧ, Радиолокационная станция 9С35 может обнаруживать, сопровождать и подсвечивать вражеские цели. 9С35 работает в сантиметровом диапазоне волн, использует два передатчика (один импульсного излучения, второй постоянного) и имеет единую антенну. При затруднениях с определением дальности или при обнаружении и сопровождении цели применяется датчик непрерывного излучения. При подсветке цели для ЗУР используется датчик импульсного излучения.
Поиск целей ведётся антенной по секторам электромеханическим способом. Моноимпульсный метод используется при сопровождении цели. Среднее время поиска по одному сектору составляет около 4 секунд в автономном режиме и 2 секунды в режиме целеуказания. Один сектор представляет собой часть пространства в 120° по азимуту и 6°..7° по углу места. РЛС 9С35 переключается из дежурного режима в боевой за 20 секунд.
Точность определения скорости цели составляет от -20 до +10 м/с, ошибки по дальности не более 175 м, а среднеквадратичная ошибка определения угловых координат не больше 00-50 д. у.

### Ходовая часть
В качестве базы используется шасси производства ММЗ, имеющее по классификации ГБТУ обозначение «Объект 569».

## Машины на базе
9А310 — самоходная огневая установка ЗРК 9К37 «Бук»